# سان فيلي
سان فيلي (بالإيطالية: San Fele)‏ هي بلدية في مقاطعة بوتنسا في إقليم بازيليكاتا الإيطالي.

## السكان
في سنة 1861 بلغ عدد السكان 9٬288 نسمة، وتطور العدد ليصل في سنة 2011 لـ 3٬168 نسمة.
يظهر هذا المخطط البياني تطور النمو السكاني لـ سان فيلي

## توأمة
لسان فيلي اتفاقيات توأمة مع كل من:
- مورو لوكانو
- بولونيا